# Kerstcyclus

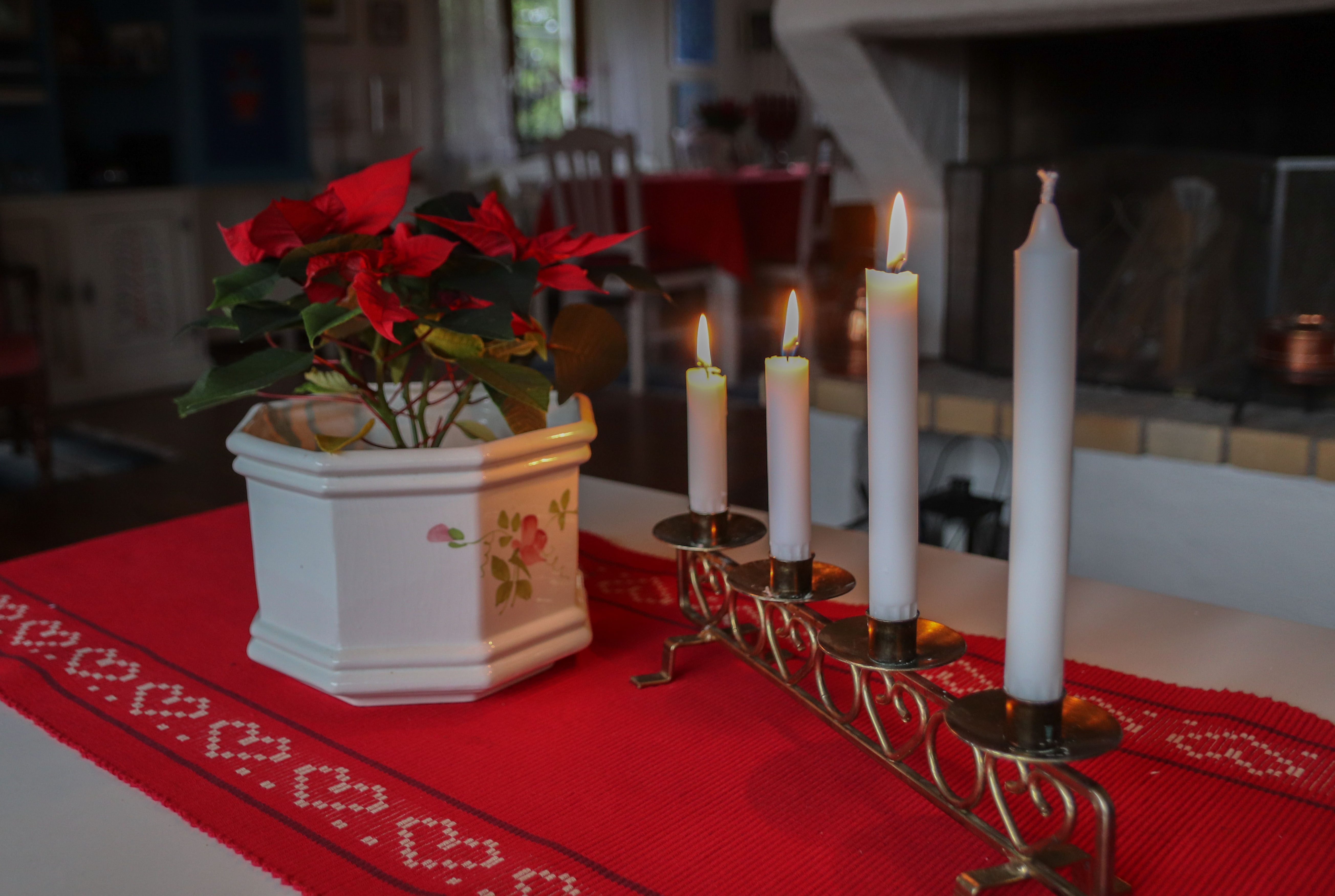
Adventskaarsen

De kerstcyclus of kerstkring is in de Rooms-Katholieke Kerk de eerste periode van het kerkelijk jaar. Deze periode begint met de eerste zondag van de advent (eind november/begin december) en duurt, naargelang de gebruikte liturgische kalender, tot de Doop van de Heer (januari) of tot de vierde zondag na Driekoningen (begin februari).
De kersttijd is de periode van Kerstmis tot Driekoningen, ook wel de Twaalf dagen van Kerstmis genoemd.
Traditioneel bestaat de Kerstcyclus uit de volgende kerkelijk feestdagen:
- Adventsperiode
  - Eerste adventszondag (Levavi): verwachting van de terugkomst van de Messias.
  - Tweede adventszondag (Populus Sion): verwachting van de geboorte: Johannes roept op tot bekering
  - Derde adventszondag (zondag Gaudete): verwachting van de geboorte: Johannes kondigt de Messias aan.
  - Vierde adventszondag (Rorate): uitziende naar de geboorte van de Messias.
  - Begin kersttijd
- Kerstmis (25 december): Hoogfeest van de geboorte van de Heer
- Tweede kerstdag (26 december): Hoogfeest van de geboorte van de Heer
- Feest van de Heilige Familie (zondag onder het octaaf van Kerstmis)
- Hoogfeest van Maria Moeder van God (1 januari, octaafdag van Kerstmis);
- Driekoningen (6 januari, maar wordt in Nederland in de liturgie gevierd op de eerste zondag na 1 januari als 6 januari op een weekdag valt) 
  - Einde kersttijd
- Doop van de Heer (1e zondag na Driekoningen; als Driekoningen op 7 of 8 januari wordt gevierd, wordt de Doop van de Heer op de daaropvolgende maandag gevierd)[1]
  - De maandag na de doop van Jezus staat ook bekend als Verloren maandag
- Maria Lichtmis (2 februari): is 39 dagen na Kerstmis. Feest van de presentatie van de Heer in de tempel en de reinheid van Maria.

Na het Tweede Vaticaans Concilie is de kerstcyclus ingekort tot het feest van de Doop van Jezus in de kerken waar de Novus Ordo Missae gevolgd wordt. Kerken die de Tridentijnse mis opdragen volgen houden de traditionele lengte van de kerstcyclus aan.
Na de kerstcyclus begint de gewone tijd door het jaar tot de paascyclus aanbreekt.